# 歡迎來到Pia Carrot!!2
《歡迎來到Pia Carrot!!2》是Cocktail Soft（F&C）在1997年10月31日發售的日本成人遊戲，歡迎來到Pia Carrot!!系列第2作、「1」的4年後的故事。第二期OVA動畫(1999年)『Pia♥キャロットへようこそ!!2 DX』，臺灣群英社譯為《快餐店之戀2》，臺灣中視於2012年8月6日至8日以《女僕咖啡廳》為名稱於深夜播出。

## 劇節
耕治是個正在找暑假打工機會的高中生，個性不太穩重，而小梓是個大路癡又愛遲到，一天，兩人不小心在街上相撞，耕治無意間摸到小梓胸部，使兩人成為冤家。偏偏兩人獲得同一分打工機會，是在一間快餐店。而喜歡cosplay的小司則在眾人注目下不小心掉入游泳池，又不會游泳。而大家以為她只是在表演，沒人救她。最後被耕治救了起來，從此小司視其為白馬王子。

## OVA

### 歡迎來到Pia Carrot!!2
同名OVA是由Triple X製作，Pink Pineapple發售的成人動畫共三集。
集數列表
| 集數 | 標題 | 發售日         |
| ---- | ---- | -------------- |
| 1    |      | 1998年10月23日 |
| 2    |      | 1999年1月22日  |
| 3    |      | 1999年4月23日  |

### 歡迎來到Pia Carrot!!2 DX
中文版於2000年CockTail Soft授權群英社關係企業博登社發行，2012年8月6日至8月8日24:00於中視數位台播出。
集數列表
| 集數    | 中文標題               | 日文標題 | 發售日         |
| ------- | ---------------------- | -------- | -------------- |
| order1. | 淡淡相思的水果雞尾酒   |          | 1999年12月18日 |
| order2. | 愛的迷宮，巧克力冰淇淋 |          | 2000年2月25日  |
| order3. | 水果聖代之戀           |          | 2000年4月25日  |
| order4. | 牛奶奶昔之戀           |          | 2000年6月25日  |
| order5. | 流行的聖誕節之戀       |          | 2000年8月25日  |
| order6. | 最後要選的...是誰?     |          | 2000年10月25日 |